# Daniel Scheinert
Daniel Scheinert (Birmingham, 7 giugno 1987) è un regista, sceneggiatore e produttore cinematografico statunitense.

## Biografia
Conobbe il regista Daniel Kwan mentre frequentava insieme a lui l'Emerson College di Boston. Insieme formarono il duo Daniels ed esordirono alla regia di un lungometraggio nel 2016 con il film Swiss Army Man - Un amico multiuso, con Daniel Radcliffe e Paul Dano.
Nel 2022, con il secondo film, Everything Everywhere All at Once, il duo ottenne un notevole successo di critica e di pubblico, aggiudicandosi il premio Oscar nelle categorie "miglior film", "miglior regista" e "miglior sceneggiatura originale".

## Filmografia

### Cinema

#### Lungometraggi
- Swiss Army Man - Un amico multiuso (Swiss Army Man) (2016) - insieme a Daniel Kwan
- The Death of Dick Long (2019)
- Everything Everywhere All at Once (2022) - insieme a Daniel Kwan

#### Cortometraggi
- I'm Nostalgic (2007)
- Trust (2008)
- My Best Friend's Wedding/My Best Friend's Sweating (2011) - insieme a Daniel Kwan
- Possibilia (2014) - insieme a Daniel Kwan
- Interesting Ball (2014) - insieme a Daniel Kwan

### Televisione
- NTSF:SD:SUV:: - serie TV, 2 episodi (2013) - insieme a Daniel Kwan
- Childrens Hospital - serie TV, 1 episodio (2013) - insieme a Daniel Kwan
- Infomercials - programma TV, 1 episodio (2013) - insieme a Daniel Kwan
- On Becoming a God (On Becoming a God in Central Florida) - serie TV, 1 episodio (2019)
- Star Wars: Skeleton Crew - serie TV, post-produzione (2024) - insieme a Daniel Kwan